# Салария многополосая
Салария многополосая, или собачка многополосая или бриллиантовый саларий, или собачка украшенная или собачка водорослеед (лат. Salarias fasciatus) — вид морских  донных неритических рыбы, эндемичный для Австралазии. Несмотря на то, что она известна как собачка-водорослеед, из-за ее склонности поедать водоросли в аквариумах, она в основном является детритофагом, причем растительный материал составляет лишь около 15% её рациона. Салария многополосая маскируется под окружающую среду, даже меняя цвет, чтобы спрятаться от хищников.

## Описание
Salarias fasciatus обычно имеет цвет от оливкового до коричневого с тёмными полосами и большим количеством круглых или удлиненных белых пятен разного размера. У собачки много светлых пятен, темных пестрин, идущих вперед, и несколько тёмных полос. Это небольшая рыбка, максимальная общая длина которой достигает 14 см . На спинном плавнике нет выемки.  Спинной и анальный плавники прикреплены к основанию хвостового плавника кожной перепонкой. Взрослые самцы имеют удлиненные передние лучи на анальном плавнике. На передней части тела обычно имеются тёмные продольные линии, а вдоль задней части тела небольшие ярко-синие пятна с тёмными очертаниями.

## Распространение и среда обитания
Salarias fasciatus обитает на рифах на глубине 0–8 метров от Восточной Африки и Красного моря до Самоа и островов Микронезии. Чаще всего его можно встретить на мелководных рифах, покрытых густым покровом водорослей. 

## Таксономия
Жорж Кювье описал этот вид как Salarias Quadripennis в 1816 году и назвал его типовым видом рода Salarias, но имя Кювье оказалось младшим синонимом названия 1786 года Blennius fasciatus Блоха.

## Галерея

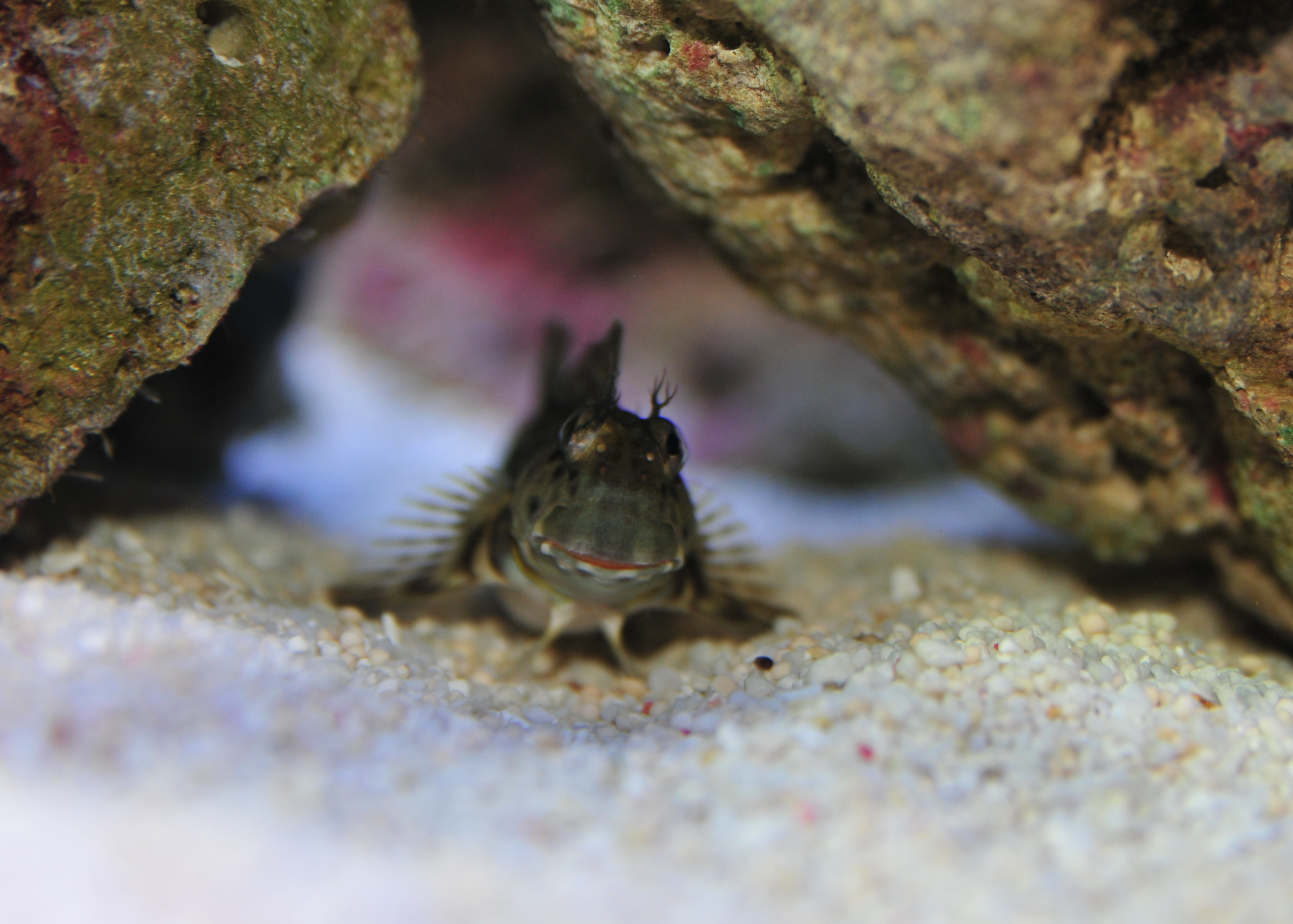
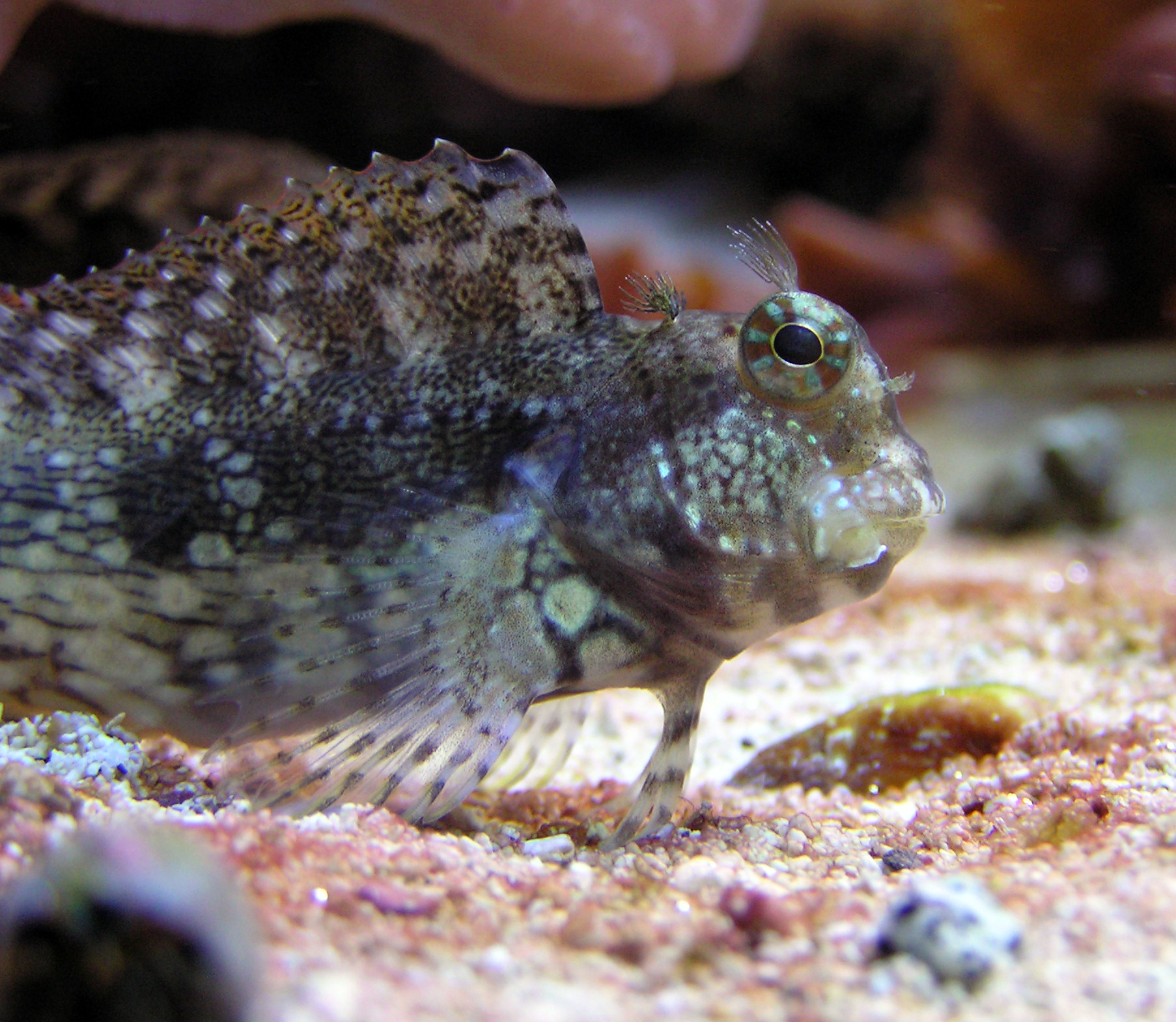
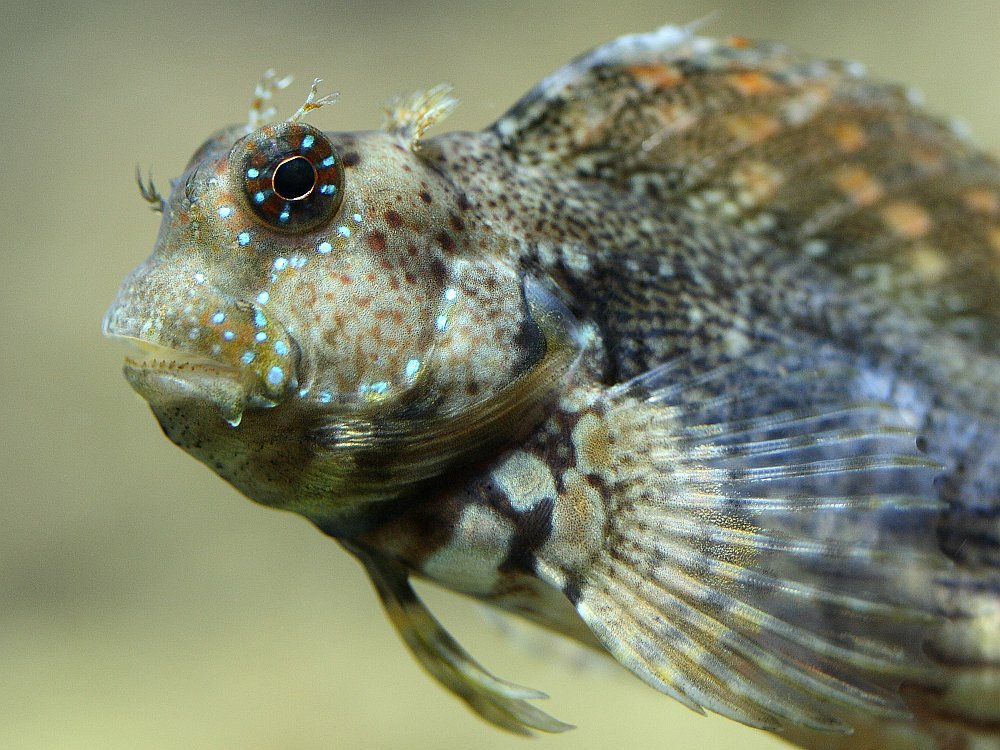
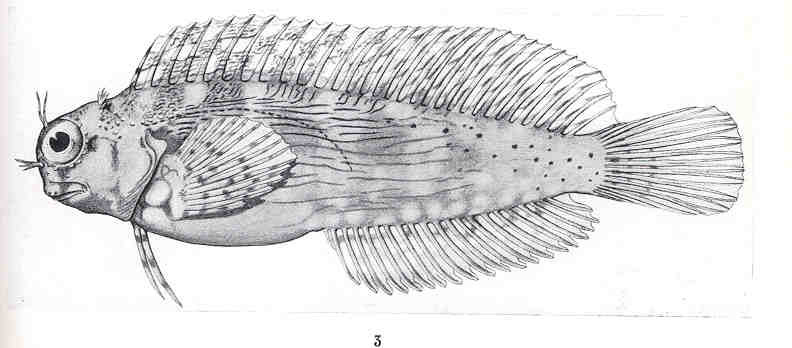